# Terranova di Pollino
Terranova di Pollino é uma comuna italiana da região da Basilicata, província de Potenza, com cerca de 1.680 habitantes. Estende-se por uma área de 112 km², tendo uma densidade populacional de 15 hab/km². Faz fronteira com Alessandria del Carretto (CS), Castrovillari (CS), Cerchiara di Calabria (CS), Chiaromonte, Francavilla in Sinni, San Costantino Albanese, San Lorenzo Bellizzi (CS), San Paolo Albanese, San Severino Lucano.

## Demografia
| Variação demográfica do município entre 1861 e 2011                               |
|                                                                                   |
| Fonte: Istituto Nazionale di Statistica (ISTAT) - Elaboração gráfica da Wikipedia |